# Flormelis
Flormelis eller florsukker er fintmalet, raffineret sukker (melis). Flormelis bliver tilsat 2-5% stivelse som antiklumpningsmiddel i form af majsstivelse, kartoffelstivelse eller tricalciumfosfat.
Flormelis bruges blandt andet i glasur på kager, i marcipan, i kransekagedej samt som pynt på forskelligt bagværk.
Betegnelsen "flormelis" om fintmalet sukker er afledt af engelsk: flour, "mel".
Fabriksfremstillet flormelis blev kommercielt tilgængeligt i 1800-tallet. Inden da købte man sukker i sukkertoppe, og bagere siede stykker af sukker, for at få flormelis.